# Saint-Jory
Saint-Jory település Franciaországban, Haute-Garonne megyében. Lakosainak száma 7996 fő (2022. január 1.). Saint-Jory Castelnau-d’Estrétefonds, Bruguières, Gagnac-sur-Garonne, Grenade, Lespinasse, Merville és Saint-Sauveur községekkel határos.

## Népesség
A település népessége az elmúlt években az alábbi módon változott:
| Lakosok száma | 2112 | 2760 | 3244 | 4815 | 5637 | 5742 | 5797 | 6383 | 6777 | 7996 |
|               | 1968 | 1982 | 1990 | 2006 | 2013 | 2015 | 2017 | 2019 | 2020 | 2022 |